# Colonização da Lua

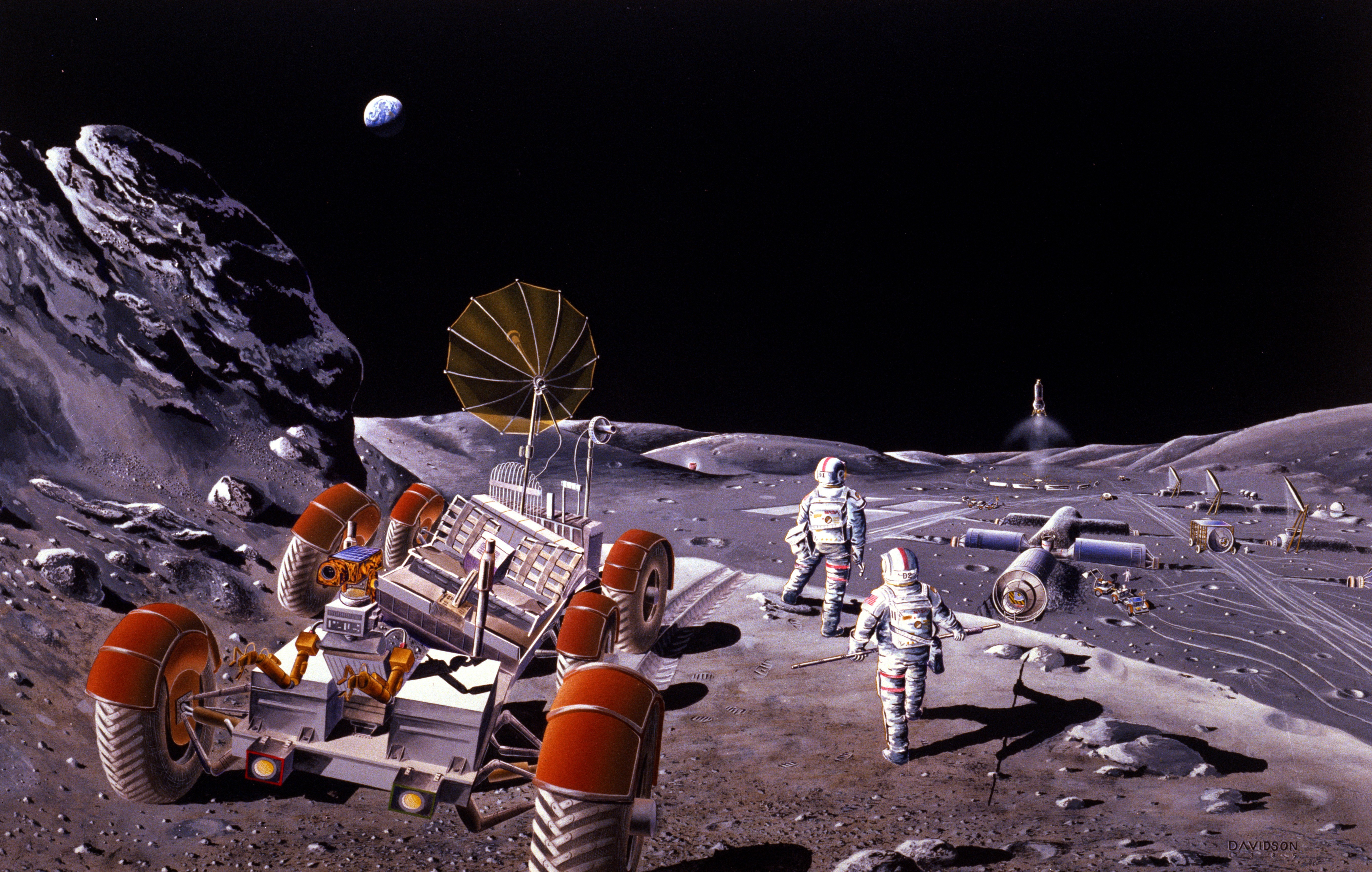
Concepção artística de 1968.

A colonização da Lua é a proposta de estabelecimento de comunidades permanentes de seres humanos ou indústrias de robôs na Lua.
Uma recente indicação declarou que a água poderia estar presente em quantidades notáveis nos polos lunares o que renovou o interesse na Lua. Colônias polares poderiam também evitar o problema de longas noites lunares - cerca de 354 horas, um pouco mais de duas semanas - e aproveitar o sol de forma contínua, pelo menos durante o verão local  (não há dados para o inverno ainda).
Uma permanente habitação humana em um corpo planetário além da Terra é um dos temas mais prevalentes da ficção científica. Conforme a tecnologia foi avançando, e as preocupações com o futuro da humanidade na Terra tenham aumentado, o argumento de que a colonização do espaço é uma meta alcançável e que vale a pena ganhou impulso. Devido à sua proximidade com a Terra, a Lua tem sido vista como a expansão natural mais evidente depois da Terra.

## Propostas
A noção da localização de uma colônia na Lua se originou antes da Era Espacial. Em 1638, o bispo John Wilkins escreveu Um discurso a respeito de um novo mundo e um outro planeta, em que ele previu uma colônia humana na Lua. Konstantin Tsiolkovsky (1857-1935), entre outros, também sugeriu tal passo. A partir da década de 1950, uma série de conceitos e projetos foram sugeridos por cientistas, engenheiros e outros.
Em 1954, o autor de ficção-científica, Arthur C. Clarke propunha uma base lunar composta de módulos insufláveis cobertos de poeira lunar para o isolamento. Uma nave espacial, montada em órbita baixa da Terra, seria lançado à Lua, e os astronautas configurariam os módulos semelhantes a de um iglu e um mastro de rádio inflável. Os passos seguintes incluem o estabelecimento de uma cúpula permanente maior; um purificador de ar à base de algas; um reator nuclear para o fornecimento de energia; e canhões eletromagnéticos para lançar cargas e combustível aos navios interplanetários no espaço.

## Colônias ou bases lunares
Há diversos projetos a respeito, ainda que, muitos deles sem fundamentos nas grandes companhias da aeronáutica e aeroespacial como a NASA ou a ESA.
Não obstante a maioria dos diversos projetos, representam a localização na Lua de bases lunares compostas por diversas habitações isoladas ou intercomunicadas, cada uma com suas funções (laboratórios, habitações para os astronautas, estufas, granjas, zonas de trabalho, etc) para permitir e favorecer o desenvolvimento geral das comunicações humanas instaladas na Lua.
Um de seus maiores pontos fortes seria a exploração dos minerais ou de fontes energéticas ou de investigação (como o hélio 3) de outros astros prolongando-se no que se chamaria a colonização espacial. Provavelmente, a base será no polo sul lunar.

## História
Pode-se considerar que a colonização lunar iniciou-se com os primeiros satélites orbitais ou de observação lunar. A corrida espacial na guerra fria, trouxe um grande avanço científico para a exploração espacial. Alguns momentos históricos como o  projeto Apollo, o pouso da Apollo 11 na Lua, o primeiro homem que pisou na Lua, etc. Estudos em 2014 das agências espaciais projetarão os primeiros instrumentos para a colonização da Lua.
|  |  |  |